# Parc provincial et aire protégée de Cathedral
Pour les articles homonymes, voir Cathedral (homonymie).
Le parc provincial et aire protégée de Cathedral (anglais : Cathedral Provincial Park and Protected Area) est un parc provincial de la Colombie-Britannique situé au nord sur la frontière canado-américaine, dans la chaîne des Cascades.

## Géographie
Le parc provincial de 332,72 km2 et l'aire protégée de 3,53 km2 sont situés dans le district régional d'Okanagan-Similkameen au sud-ouest du village de Keremeos. Le parc est situé tout juste au nord de la frontière séparant le Canada de l'État de Washington.
En plus de la petite aire protégée qui est située au nord, le parc partage ses limites avec l'aire protégée de Snowy qui est située à l'est de celle-ci ainsi que l'aire sauvage Pasayten de la forêt nationale d'Okanogan au sud de la frontière canado-américaine.